# Knikkersterretje
Knikkersterretje (Syntrichia papillosa) is een soort uit de kleimosfamilie (Pottiaceae). Knikkersterretje is met een loep te herkennen aan broedkorrels langs de bladnerf, die uittreedt als een klein stekelpuntje. Verder heeft het ingebogen bladranden en droog meestal wit-papilleuze nerfrug.

## Ecologie
Knikkersterretje groeit hoofdzakelijk als epifyt op solitaire bomen met een ruwe, eutrofe schors. Incidenteel wordt de soort ook aangetroffen op oud beton.

## Verspreiding
Het komt voor in Europa, Azië, Amerika, Afrika en Australië tot aan Antarctica. In Centraal-Europa is de soort wijdverspreid van de laaglanden tot bergachtige locaties onder 1000 meter boven zeeniveau, hoewel het in bepaalde gebieden slechts matig voorkomt (bijvoorbeeld in grote delen van Zuid-Duitsland en in delen van de Zwitserse Hoogvlakte), anders is zeldzaam of afwezig in grote gebieden. In Nederland is het een algemene soort. Het staat niet op de rode lijst en is niet bedreigd.